# Preis der beleidigten Zuschauer
Der Medienpreis Preis der beleidigten Zuschauer war ein vom Netzwerk kritischer Fernsehzuschauer von Augustus Hofmann verliehener Negativpreis, der „herausragende Unverschämtheit eines einzelnen Fernsehschaffenden oder einer programmverantwortlichen Institution“ auszeichnete.
Ausgelobt war der Preis von Hofmanns Verlag. Die jährliche Verleihung auf der Frankfurter Buchmesse fand durch die Pressearbeit von Augustus Hofmann ein regelmäßiges Medienecho.
Der von 1989 bis 2008 verliehene Preis wurde als Mahnung zum menschlicheren Umgang mit den Fernsehzuschauern verstanden. Jeder Fernsehzuschauer hatte per Onlinewahl die Möglichkeit der Stimmabgabe. Die Trophäe trägt den Namen Watchdog und hat Ähnlichkeit mit einem Fisch. Karl Dall, Die Sendung mit der Maus und Oliver Pocher waren die einzigen Preisträger, die die Auszeichnung auch entgegennahmen. Aus welchem Grund der Preis nicht mehr vergeben wird, ist nicht bekannt.

## Preisträger
| Jahr | Preisträger                                        | Begründung |
| ---- | -------------------------------------------------- | --- |
| 1989 | Wim Thoelke                                        | Weil er seine Zuschauer aufgefordert hatte; „Du, du, liegst mir im Herzen“ zu singen und das Ganze mit den Worten: „Die Zuschauer müssen ja ab und zu bewegt werden“ kommentiert hat. |
| 1990 | ARD und ZDF                                        | Für ihren Slogan „Bei ARD und ZDF sitzen Sie in der ersten Reihe.“ Man solle es den Zuschauern selber überlassen, wo sie sitzen wollen. Außerdem sei die erste Reihe nicht die beste. |
| 1991 | Die Sendung mit der Maus                           | Weil ihr Sendeplatz oft von Sendungen für Erwachsene eingenommen werde – und noch nie in Deutschland eine Erwachsenensendung zugunsten einer Kindersendung abgesetzt worden sei. |
| 1992 | Linda de Mol                                       | Weil sie sich bei einem Stunt doubeln ließ und das Gegenteil behauptete. |
| 1993 | Karl Dall                                          | Wegen frauenfeindlicher Sprüche. In seiner Sendung Jux und Dallerei hat Dall zu Bundesarbeitsminister Norbert Blüm gesagt: „Wir beide können ja noch die jungen Weiber abknallen!“ |
| 1994 | Helmut Thoma                                       | Für die Begriffsschöpfung „Kukident-Sender“ für Sender mit Zuschauern jenseits der 50 und für seine Pläne, den Anteil der über 50-Jährigen an RTL-Einschaltquoten zu reduzieren. |
| 1996 | Marijke Amado                                      | Weil sie in ihrer Sendung Mini Playback Show Kinder zu „Sexobjekten“ herausputze. |
| 1997 | Margarethe Schreinemakers                          | Weil sie „Heilern“ und „Schamanen“ eine Plattform geboten habe und beispielsweise in ihrer Sendung Schreinemakers TV (RTL) die rezeptfreie Genesung per Fernbedienung versprach. |
| 1998 | heute                                              | Für die Ausstrahlung von Bildern der gewaltsamen Tötung eines Menschen. In der 19-Uhr-Sendung am 27. August 1998 wurde gezeigt, wie Soldaten im Kongo-Bürgerkrieg einen sich wehrenden Mann in den Fluss warfen und von oben herab auf ihn schossen. |
| 1999 | Ottfried Fischer                                   | Für die Diskriminierung älterer Zuschauer. Fischer habe in der vierten Folge seiner Sendung Fischers ältere Zuschauer mit der Bemerkung „Mallorca ist ja das 17. Bundesland und hier verleben Deutschlands Rentner ihren letzten Winter“ diskriminiert. |
| 2000 | Jürgen Möllemann                                   | Weil er einen politischen Talkshowauftritt wegen wahlstrategischer Besprechungen abgesagt, stattdessen aber den Big-Brother-Container besucht habe. |
| 2001 | Gloria von Thurn und Taxis                         | Für den Kommentar in der ARD-Sendung Friedman: „Afrika hat Probleme nicht wegen fehlender Verhütung. Da sterben die Leute an AIDS, weil sie zu viel schnackseln. Der Schwarze schnackselt gern.“ |
| 2002 | Johannes B. Kerner                                 | Für Verfehlungen bei der Berichterstattung zum Amoklauf von Erfurt. Kerner eilte am Tag des Erfurter Schulmassakers zum Tatort. Von einem Elfjährigen (der noch kurz zuvor mit der Leiche einer Lehrerin konfrontiert gewesen war), wollte er erfahren, was er gesehen hatte im Gutenberg-Gymnasium: „Nun bist du elf Jahre alt, und wir wollen von einem Elfjährigen nicht verlangen, dass man sich sozusagen große Gedanken in einem großen Zusammenhang macht, aber wenn du sagst, du hast dir Gedanken gemacht, welche waren das?“ |
| 2003 | Helmut Kohl                                        | Für seine Aussage zur CDU-Spendenaffäre gegenüber einem Reporter der Sendung Panorama: „Die Gelder sammle ich, um das nötige Geld zu haben, um jetzt eine große Untersuchung anzustellen über die Vaterlandsverräter und Leugner der Deutschen Einheit. Etwa bei bestimmten Machenschaften der ARD.“ |
| 2004 | Ruth Moschner, Oliver Welke und Gaby Köster        | Für die im Fernsehen üblich gewordenen schlechten Umgangsformen. |
| 2005 | Die Super Nanny Katharina Saalfrank                | Für die Verletzung der Würde von Kindern durch Vorführen in Extremsituationen. |
| 2006 | Harald Schmidt                                     | Für Kritik an seinen Kollegen, ohne dabei Namen zu nennen. Wörtlich: „Auch die übelsten Pfeifen, die der Menschheit die Zeit stehlen, tauchen ja immer wieder auf.“ Und weiter: „Sagen Sie mir mal einen, der in den letzten zehn Jahren endgültig verschwunden ist. Es gibt keinen. Ansonsten, wenn sie nicht gerade kleine Kinder fressen, sind sie unkaputtbar.“ Schmidt hatte die Auflage, den Preis „an die übelste(n) TV-Pfeife(n)“ weiterzugeben oder ihn selbst zu behalten.                                                   |
| 2007 | Das Organisationsbüro des Deutschen Fernsehpreises | Für den Kauf von Fans zur Preisverleihung 2006 in Köln-Ossendorf. |
| 2008 | Oliver Pocher                                      | Für seinen Auftritt bei der Feier der deutschen Nationalmannschaft am Brandenburger Tor nach deren Niederlage im Finale der Fußball-EM 2008 gegen Spanien, bei dem er gebückt im Affengang über die Bühne lief mit den Worten: „Wie geh’n die Spanier? So geh’n die Spanier, die Spanier gehen so.“ |